# Jardin botanique des montagnes noires
Le Jardin botanique des Montagnes Noires est un jardin botanique spécialisé dans les conifères, situé à Spezet, Finistère, Bretagne. Il est ouvert certains jours, un droit d'entrée de 4€ est facturé.
Le jardin a été créé en 1995 par André Cozic (pépiniériste) et est principalement dédié aux conifères. La pépinière contenait environ 700 espèces au total. L'arboretum contient 500 taxons de conifères ainsi que des bambous, des camélias, des bruyères, des magnolias, des rhododendrons et des roses ainsi qu'une collection de plus de 400 bonsaïs,.
Depuis 2019, il géré par l'association KER AL LEVENEZ.

## Voir également
- Liste des jardins botaniques de France